# Shaggy
Orville Richard Burrell (bolj znan kot Shaggy), jamajško-ameriški reggae glasbenik in pevec, * 22. oktober 1968, Kingston, Jamajka.
Umetniško ime Shaggy je prevzel po risanem junaku, spremljevalcu Scooby Dooja.

## Življenje
Njegova družina je emigrirala v ZDA in se naselila v Flatbushu, Brooklyn, New York, New York.
Leta 1988 je stopil v Korpus mornariške pehote ZDA, v sestavi katerega je služil med operacijo Puščavsko nevihto (1991).
Po vrnitvi iz Iraka se je začel posvečati svoji glasbeni karieri. Prvi hit je postala pesem Oh Carolina 1993.
Dve leti pozneje je izšel njegov novi hit Boombastic. Po nekaj letih zatišja se je 2001 vrnil na glasbeno sceno z dvema novima svetovnima hitoma It Wasn't Me in Angel.

## Diskografija

### Albumi
- 1993 Pure Pleasure
- 1994 Original Doberman
- 1995 Boombastic
- 1997 Midnite Lover
- 2000 Hot Shot
- 2002 Hot Shot Ultramix
- 2002 Lucky Day
- 2005 Clothes Drop
- 2007 Intoxication
- 2011 Shaggy & Friends
- Summer in Kingston
- 2012 Rise
- 2013 Out of Many, One Music
- 2019 Wah Gwaan?!
- 2020 Hot Shot 2020
- 2022 Com Fly Wid Mi
- 2023 In the Mood

### Singli
- 1993 »Oh Carolina« #1 UK
- 1993 »Soon Be Done« #46 UK
- 1995 »In The Summertime« (feat. Rayvon) #5 UK, #14 Avstralija
- 1995 »Boombastic« #1 UK, #1 Avstralija
- 1996 »Why You Treat Me So Bad« (feat. Grand Puba) #11 UK
- 1996 »Something Different"/"The Train Is Coming« (feat. Wayne Wonder) #21 UK
- 1996 »That Girl« (Maxi Priest feat. Shaggy) #15 UK
- 1997 »Piece Of My Heart« (feat. Marsha) #7 UK
- 2001 »It Wasn't Me« (feat. Ricardo »Rikrok« Ducent) #1 US, #31 UK (import), #1 UK (official), #1 Avstralija
- 2001 »Angel« (feat. Rayvon) #1 US, #1 UK, #1 Avstralija
- 2001 »Luv Me Luv Me« #5 UK, #10 Avstralija
- 2001 »Dance And Shout"/"Hope« #19 UK, #42 Avstralija
- 2002 »Me Julie« (with Ali G) #2 UK, #13 Avstralija
- 2002 »Hey Sexy Lady« (feat. Brian Gold & Tony Gold) #10 UK, #4 Avstralija
- 2003 »Strength Of A Woman« #31 Avstralija
- 2003 »Get My Party On« (feat. Chaka Khan) #41 Avstralija
- 2004 »Your Eyes« (Ricardo »Rikrok« Ducent feat. Shaggy) #57 UK
- 2005 »Ready Fi Di Ride"